# HD201174
HD201174 — хімічно пекулярна зоря спектрального класу A1, що має видиму зоряну величину в смузі V приблизно  8,8.
Вона  розташована на відстані близько 1177,5 світлових років від Сонця.

## Пекулярний хімічний склад
Зоряна атмосфера HD201174 має підвищений вміст 
Cr
.